# Série de championnat de la Ligue nationale de baseball 1973
La Série de championnat de la Ligue nationale de baseball 1973 était la série finale de la Ligue nationale de baseball, dont l'issue a déterminé le représentant de cette ligue à la Série mondiale 1973, la grande finale des Ligues majeures.
Cette série trois de cinq débute le samedi 6 octobre 1973 et se termine le mercredi 10 octobre par une victoire des Mets de New York, trois matchs à deux sur les Reds de Cincinnati.

## Équipes en présence
Champions en titre depuis leur victoire en Série mondiale 1972, les Reds de Cincinnati conservent en 1973 le meilleur dossier victoires-défaites de toutes les équipes du baseball majeur en saison régulière. Ils remportent 99 parties, contre 63 défaites, pour décrocher un deuxième titre consécutif, et un troisième en quatre ans, de la division Ouest de la Ligue nationale. Cette première place est toutefois acquise à la suite d'une chaude lutte, puisque les Dodgers de Los Angeles terminent une fois de plus au second rang, à seulement trois parties et demie de la tête.
Dans la division Est de la Nationale, les Pirates de Pittsburgh sont détrônés après trois premières positions en autant d'années : les Mets de New York finissent en tête pour leur premier titre de section depuis leur année de rêve de 1969, où les Miracle Mets avaient remporté la Série mondiale. C'est cependant une courte victoire pour les Mets, qui ne font guère mieux que la moyenne des équipes de la ligue en 1973. Leur fiche victoires-défaites n'est guère reluisante, à 82-79, et ils doivent entre autres leur première place à la faiblesse de leurs adversaires, les Cardinals de Saint-Louis ayant pris la seconde place avec autant de défaites que de matchs gagnés. À leur défense, les New-Yorkais durent composer avec de nombreux joueurs blessés tout au long de la campagne, mais l'effectif avait recouvré la forme au moment où s'amorcèrent les séries d'après-saison.
Les deux clubs s'affrontent pour la première fois en séries éliminatoires. Négligés devant les Reds, les Mets réussissent néanmoins à remporter cet affrontement dans la limite de cinq parties pour devenir le participant à la Série mondiale ayant affiché le moins bon ratio victoires-défaites durant la saison. Les Mets perdent toutefois la grande finale devant les A's d'Oakland.

## Déroulement de la série

### Calendrier des rencontres
| Match | Date       | Visiteur           | Hôte               | Score              |
| ----- | ---------- | ------------------ | ------------------ | ------------------ |
| 1     | 6 octobre  | Mets de New York   | Reds de Cincinnati | 1 - 2              |
| 2     | 7 octobre  | Mets de New York   | Reds de Cincinnati | 5 - 0              |
| 3     | 8 octobre  | Reds de Cincinnati | Mets de New York   | 2 - 9              |
| 4     | 9 octobre  | Reds de Cincinnati | Mets de New York   | 2 - 1 (12 manches) |
| 5     | 10 octobre | Reds de Cincinnati | Mets de New York   | 2 - 7              |

### Match 1
Samedi 6 octobre 1973 au Riverfront Stadium, Cincinnati, Ohio.
| Mets de New York | 0 | 1 | 0 | 0 | 0 | 0 | 0 | 0 | 0 | 1 | 3 | 0 |
| Reds de Cincinnati | 0 | 0 | 0 | 0 | 0 | 0 | 0 | 1 | 1 | 2 | 6 | 0 |
| Lanceurs partants : NYM : Tom Seaver CIN : Jack Billingham Vic. : Pedro Borbon (1-0) Déf. : Tom Seaver (0-1) HRs: CIN : Pete Rose (1), Johnny Bench (1) |   |   |   |   |   |   |   |   |   |   |   |   |

### Match 2
Dimanche 7 octobre 1973 au Riverfront Stadium, Cincinnati, Ohio.
| Mets de New York | 0 | 0 | 0 | 1 | 0 | 0 | 0 | 0 | 4 | 5 | 7 | 0 |
| Reds de Cincinnati | 0 | 0 | 0 | 0 | 0 | 0 | 0 | 0 | 0 | 0 | 2 | 0 |
| Lanceurs partants : NYM : John Matlack CIN : Don Gullett Vic. : John Matlack (1-0) Déf. : Don Gullett (0-1) HRs : NYM : Rusty Staub (1) |   |   |   |   |   |   |   |   |   |   |   |   |

### Match 3
Lundi 8 octobre 1973 au Shea Stadium, New York, NY.
| Reds de Cincinnati | 0 | 0 | 2 | 0 | 0 | 0 | 0 | 0 | 0 | 2 | 8  | 1 |
| Mets de New York | 1 | 5 | 1 | 2 | 0 | 0 | 0 | 0 | X | 9 | 11 | 1 |
| Lanceurs partants : CIN : Ross Grimsley NYM : Jerry Koosman Vic. : Jerry Koosman (1-0) Déf. : Ross Grimsley (0-1) HRs : CIN : Denis Menke (1) NYM : Rusty Staub (2, 3) |   |   |   |   |   |   |   |   |   |   |    |   |

### Match 4
Mardi 9 octobre 1973 au Shea Stadium, New York, NY.
| Reds de Cincinnati | 0 | 0 | 0 | 0 | 0 | 0 | 1 | 0 | 0 | 0 | 0 | 1 | 2 | 8 | 0 |
| Mets de New York | 0 | 0 | 1 | 0 | 0 | 0 | 0 | 0 | 0 | 0 | 0 | 0 | 1 | 3 | 1 |
| Lanceurs partants : CIN : Fred Norman NYM : George Stone Vic. : Clay Carroll (1-0) Déf. : Harry Parker (0-1) Sauv. : Pedro Borbon (1) HRs : CIN : Pete Rose (2), Tony Perez (1) |   |   |   |   |   |   |   |   |   |   |   |   |   |   |   |

### Match 5
Mercredi 10 octobre 1973 au Shea Stadium, New York, NY.
| Reds de Cincinnati                                                                                              | 0 | 0 | 1 | 0 | 1 | 0 | 0 | 0 | 0 | 2 | 7  | 1 |
| Mets de New York                                                                                                | 2 | 0 | 0 | 0 | 4 | 1 | 0 | 0 | X | 7 | 13 | 1 |
| Lanceurs partants : CIN : Jack Billingham NYM : Tom Seaver Vic. : Tom Seaver (1-1) Déf. : Jack Billingham (0-1) |   |   |   |   |   |   |   |   |   |   |    |   |